# El Médico de la salsa
Pour les articles homonymes, voir Manolín.
 (avril 2024).
Si vous disposez d'ouvrages ou d'articles de référence ou si vous connaissez des sites web de qualité traitant du thème abordé ici, merci de compléter l'article en donnant les références utiles à sa vérifiabilité et en les liant à la section « Notes et références ».
El Médico de la salsa, aussi appelé Manolín, de son vrai nom Manuel González Hernández (né le 18 mars 1965 à Guantánamo), est un compositeur cubain, auteur, arrangeur, chanteur et guitariste de timba. 

## Biographie
Sa mère, Fefita Hernández, était une une remarquable interprète de guajira traditionnelle.
Sa famille déménage très vite à La Havane, ou Manolín chante, joue de la guitare en dilettante tout en poursuivant ses études. En 1994, une offre de tournée au Mexique le fait basculer de la médecine à la musique. Deux années plus tard, il fonde son propre orchestre de salsa. Manolín est issu d'une famille de musiciens. Il étudie la médecine à La Havane jusqu'en 1992, mais décide ensuite de poursuivre une carrière musicale. Il est influencé, entre autres, par des groupes tels que Irakere et leur directeur musical, Chucho Valdés. 
Il est d'abord chanteur avec le groupe NG La Banda. Manolín est « El Medico de la salsa » par Jose Luis Cortes (« El Tosco ») le leader de NG La Banda en raison de son diplôme de médecine de l’Université de La Havane. Il travaille ensuite comme auteur-compositeur pour des groupes tels que Bamboleo, NG La Banda, et La Charanga Habanera.
À la fin des années 1990, Manolín a eu ses premiers succès dans les charts cubains.  Avec la chanson La Bola, Manolín reçoit le prix El Artista Cubano del 1996. L'album De Buena Fé sorti en 1997 est principalement dédié aux Cubains vivant en exil à Miami et une partie des paroles (Mami, hay que vivir para ver, los tiempos cambian, tu vas a ver... ya tengo amigos en Miami) est censurée à Cuba. Son quatrième album Jaque Mate (1998) est interdit à la vente par le gouvernement cubain pendant deux ans[réf. nécessaire]. Après que sa chanson El Puente ait été interdite par les autorités culturelles en 2001, Manolín émigre aux États-Unis et s'installe à Miami Beach.
En 2013, Manolín revient à Cuba, et effectue une tournée sur l'île avec Pachito Alonso y sus Kini-Kini, mais finit par retourner à Miami. Manolín effectue aussi des tournées aux États-Unis et en Europe, se produisant aux côtés de grands artistes de salsa tels que Celia Cruz, Gilberto Santa Rosa, Oscar D'León, Tito Puente, Arturo Sandoval, El Gran Combo de Puerto Rico et d'autres. Avec son groupe il s'est produit dans de nombreux événements de par le monde.
En juin 2021, Manolín annonce qu'il se retire de la scène et de la vie publique.

## Discographie

### Compilations
- 2004 : Hall of Fame: Historia musical,
- 2004 : La mitad ... de Miami,
- 2006 :  Grandes éxitos,
- 2015 :  Hay Amores.

### Participations
Il participe aux morceaux De Miami a la Habana de Timbalive en 2009 et à Somos Cuba (Mira Como Vengo) d'Issac Delgado sur l'album Supercubano (2011)
- Cero Copia feat. Manolín - Como se pone la Habana (2013)
- El Yonki feat. Manolín El Medico De La Salsa - Tilin Tilin (2014)
- Dayran & El Happy feat. Manolín - Dice La Difunta (2016)
- Mi Romántica - Isaac Delgado feat. Manolín el Médico de la Salsa. (2018)
- Ojala que le pase, Issac Delgado feat. Manolín « El Medico de la Salsa » (2022)